# Capstone Software
Capstone Software — американская компания, разработчик и издатель игр для персональных компьютеров и игровых приставок. Начиная с 1994, компания стала известна благодаря шутерам от первого лица, таким как Corridor 7: Alien Invasion, William Shatner's TekWar и Witchaven, которые сперва использовали движок Wolfenstein 3D engine, а затем Build engine (который приобрел огромную популярность среди разработчиков компьютерных игр благодаря игре 3D Realms Duke Nukem 3D); также компания занималась выпуском игр на основе известных фильмов и телесериалов.
После распада материнской компании IntraCorp в 1996 году, Capstone Software также стала банкротом и в том же году была закрыта. Незадолго до этого, она начала разработку сиквела игры Corridor 7 под названием Corridor 8: Galactic Wars, однако проект был впоследствии заморожен.

## Игры Capstone Software, использующие движок Wolfenstein 3D
- Corridor 7
- Operation Body Count

## Игры Capstone Software, использующие движок Build
- William Shatner's TekWar
- Witchaven
- Witchaven II: Blood Vengeance
- Corridor 8: Galactic Wars (прототип)
- Fate (демоверсия несостоявшейся из-за банкротства компании игры)

## Остальные игры, разработанные компанией Capstone Software
- Anyone for Cards?
- Bill & Ted's Excellent Adventure
- Cardinal of the Kremlin
- Casino Tournament of Champions
- Discoveries of the Deep
- Eternam
- Exotic Car Showroom
- Grandmaster Chess
- Miami Vice
- Monte Carlo Baccarat
- Search for the Titanic
- Surf Ninjas
- Taking of Beverly Hills'
- Trump Castle
- Trump Castle 2
- Trump Castle 3
- Wayne's World
- Zorro

## Игры, выпущенные компанией Capstone Software
- An American Tail: The Computer Adventures of Fievel and His Friends
- Bridge Master
- Dark Half
- Home Alone
- Home Alone 2: Lost in New York
- Homey D. Clown
- L.A. Law
- Superman: The Man of Steel
- Trolls